# Тайкара Ханым
Тайкара Ханым также известная как Княгиня Тайкара (каз. Тайкара Ханым; 1760 — 1806) — дочь казахского хана Нуралы.

## Биография
Тайкара Ханым дочь казахского хана Нуралы, одного из сыновей Абулхаир хана и Бопай Ханым.Тайкара Ханым приобрела среди чиновников настолько большой авторитет, что её во всех официальных бумагах стали называть княгиней Тайкарой. Под этим титулом она и вошла в историю.
Тайкара родилась от дочери Мурза ходжи, которая в начале 50-х годов XVIII века была выдана отцом замуж за сына Абулхаир хана от волжской калмычки Баян Ханым султана Чингиза, а после его смерти унаследована по обычаю левирата ханом Младшего жуза Нуралы.Тайкара Ханым отличалась, как описывают современники, красотой, которая приводила всех чиновников Оренбургского края в изумление. Неординарная внешность сочеталась с интеллектом, шармом, умением носить и европейскую, и восточную одежду.Благодаря тому что её муж Нурмухаммед ходжа был в составе пограничного суда, Тайкара Ханым часто бывала в Санкт-Петербурге, где усвоила лоск российских светских дам, хотя там одевалась подчёркнуто в восточном стиле.

## Казахская Мата Хари
Замужество Тайкары Ханым было несчастным. Муж был ветреным, увлекающимся женщинами человеком. Естественно, для Тайкары Ханым такое поведение мужа было крайне оскорбительным, но это в какой-то степени сформировало её характер.В Оренбургском крае в должности губернатора появился престарелый красавец Отто Генрих фон Игельстром.Первая встреча с Тайкарой Ханым произвела на него неизгладимое впечатление.Тайкара Ханым стала последней, самой глубокой его страстью.Барон Игельстром совершал безумные поступки, чтобы добиться любви, а может, и не любви, а просто внимания Тайкары Ханым.Тайкара стала фавориткой Игельстрома, что дало ей потом основания выполнять роль казахской Мата Хари. Потомки Абулхаир хана, возмущённые тем, что институт ханской власти в Младшем жузе был ликвидирован обрекли Тайкару Ханым влиять на барона Игельстрома, с тем чтобы их власть была восстановлена и Тайкаре Ханым это удалось.Царские чиновники, будучи глубоко уязвленными этим, писали об Игельстроме как об «идиоте, старом селадоне, который потерял голову от казахской красавицы».Михаил Терентьев в книге «История завоевания Средней Азии», в первом томе проклинает Игельстрома за то, что обезумевший от страсти барон отказался от всех своих прежних реформ.Настолько сильное влияние на него было у Тайкары Ханым.
Тайкару Ханым упоминал в своих записках Ф.И Лобысевич, отмечая огромное её влияние на военного губернатора барона Игельстрома: «…Игельстром пленился Тайкарой Ханым, дочерью хана Нурали, женщиной умной и красивой.Тайкара Ханым была замужем за казахом коллежским асессором Нурмухаметом ходжою. (занимал должность заседателя за султана в пограничном суде), жила постоянно в Оренбурге, бывала и в столице, усвоила светскость, но одевалась всегда в национальный костюм. Игельстром выхлопотал ей титул княжны».